# Guaduella macrostachys
Guaduella macrostachys är en gräsart som först beskrevs av Karl Moritz Schumann, och fick sitt nu gällande namn av Pilg.. Guaduella macrostachys ingår i släktet Guaduella och familjen gräs. Inga underarter finns listade i Catalogue of Life.